# Chionoxantha margarita
Chionoxantha margarita är en fjärilsart som beskrevs av Brandt 1938. Chionoxantha margarita ingår i släktet Chionoxantha och familjen nattflyn. Inga underarter finns listade i Catalogue of Life.